# Alexandru Domșa
Alexandru Domșa (n. 1903 la Aiud - d. 1989, Cluj-Napoca) a fost un inginer român, cu contribuții în domeniul matematicii, profesor universitar. A fost primul rector al Institutului Politehnic din Cluj
În 1918 a participat la Marea Adunare Națională de la Alba Iulia.
În 1971 a fost decorat cu Meritul Științific clasa I.
A fost membru al asociației internaționale Plansce-Gesellschaft für Pulvermtallurgie (Austria) și al Powder Metallurgy Institute (New York).
S-a născut într-o familie modestă, tatăl său fiind fierar.
În 1921 a terminat liceul și, prin concurs, a reușit să plece la Viena, unde în 1932 a absolvit Universitatea Tehnică.
Între 1929 și 1931 a funcționat ca asistent adjunct la Institutul de Tehnologia Metalelor din cadrul aceleiași universități.
În 1931 a absolvit și Institutul de Metalografie și Încercări de Materiale - Technische Versuchanstalt din Viena.
În perioada 1936-1948 a urcat toate treptele ierarhice universitare în cadrul Școlii de Subingineri Electromecanici din Cluj-Napoca.  Între anii 1953-1968 a fost primul rector al Institutului Politehnic din Cluj (actuala Universitatea Tehnică  Cluj-Napoca).
A fost președintele României Juna, director al Centrului de Cercetări Tehnice al Academiei Română și membru în Consiliul Național pentru Știință și Tehnologie.
De asemenea, a fost director științific onorific al Centrului de Cercetări pentru Metalurgia Pulberilor din Cluj, iar din 1971 profesor consultant,.
Între 1933 și 1939 a fost șef de secție la Atelierele CFR Cluj.
A susținut peste 200 de comunicări științifice și a publicat 20 de lucrări didactice, tratate, monografii, peste 100 de articole științifice, tehnice și didactice.
Un colegiu tehnic din Alba Iulia îi poartă numele.

## Distincții
- titlul de Profesor Emerit al Republicii Populare Romîne (18 august 1964) „pentru activitate deosebită în domeniul cercetării științifice și contribuție la dezvoltarea învățămîntului superior”[1]
- Ordinul Meritul Științific clasa I (1971) „pentru merite deosebite în opera de construire a socialismului, cu prilejul aniversării a 50 de ani de la constituirea Partidului Comunist Român”[2]